# Beni Buifrur
Ait Bouyafar, Bouyafar o Beni Buifrur (en árabe: بني بويفرور‎, en lenguas bereberes: ⴰⵢⵜ ⴱⵓⵢⴼⵔⵓⵔ, en francés: Bni Bouifrour) es un municipio marroquí en la región Oriental. Desde 1912 hasta 1956 perteneció a la zona norte del Protectorado español de Marruecos.